# بطماحة صينية
بطماحة صينية (الاسم العلمي: Incarvillea sinensis)، نوع من البطماحة . موطنها آسيا وتطول إلى القدمين عند النضج.

## الاستخدام
يُستخدم النبات في الطب الصيني التقليدي كمسكن وعلاج للروماتيزم. أظهر إنكارفيليتين المعزول من إنكارفيلين سينينسيس نشاط مسكن كبير بالمقارنة مع المورفين قلويد الأفيون
.